# Ван Дёйл, Билли
Билли ван Дёйл (нидерл. Billy van Duijl; род. 4 октября 2005, Волендам, Северная Голландия) — нидерландский футболист, защитник клуба АЗ, выступающий в Эрстедивизи за «Йонг АЗ».

## Клубная карьера
Ван Дёйл — воспитанник клуба «Волендам». 29 апреля 2022 года в матче против «Дордрехта» он дебютировал в Эрстедивизи. По итогам дебютного сезона игрок помог клубу выйти в элиту. 7 августа в матче против «Гронингена» он дебютировал в Эредивизи.
Летом 2024 года подписал пятилетний контракт с АЗ и присоединился к резервной команде «Йонг АЗ».